# Thomas Digges
Thomas Digges (1546 - 24 de agosto de 1595) foi um matemático e astrônomo inglês. Ele foi o primeiro a expor o sistema de Copérnico em inglês, mas descartou a noção de uma concha fixa de estrelas imóveis para postular infinitas estrelas a diferentes distâncias. Ele também foi o primeiro a postular o "paradoxo da noite escura".